# Hippolyte Girardot
Hippolyte Girardot, född 10 oktober 1955 i Boulogne-Billancourt, Île-de-France, är en fransk skådespelare.

## Roller (urval)
- 1983 – Förnamn Carmen
- 1986 – Jean de Florette del 2 – Manons källa
- 1989 – En värld utan medlidande
- 1992 – Efter kärleken
- 2003 – Virus i paradiset
- 2004 – Kung och drottning
- 2004 – Modigliani
- 2005 – Mustaschen
- 2006 – Lady Chatterleys älskare
- 2006 – Paris, je t'aime
- 2008 – Le crime est notre affaire
- 2009 – Yuki et Nina (även manus och regi)
- 2012 – Bon appétit!
- 2015 – The Girl King
- 2015–2017 – Ockupationen (TV-serie)
- 2021 – The French Dispatch
- 2022 – Irma Vep (TV-serie)
- 2023 – Bardot (TV-serie)